# Liste nationaler Eishockeymeister 2005
Diese Liste enthält die Landesmeister im Herren-Eishockey der Saison 2004/2005 bzw. 2005. Aufgeführt sind nationale Meister der Länder, die Vollmitglied der IIHF sind oder in der IIHF-Weltrangliste geführt werden. Ersatzweise wird der Gewinner der höchsten Profiliga aufgeführt, wenn ein nationaler Meister nicht explizit ermittelt wird (z. B. NHL-Gewinner in Nordamerika oder ALIH-Sieger in Ostasien).

## Deutschland, Österreich und Schweiz
| Wettbewerb                | Meister bzw. Titelträger | Vizemeister    | Absteiger      |
| Deutsche Eishockey Liga   | Eisbären Berlin          | Adler Mannheim | Kassel Huskies |
| Erste Bank Eishockey Liga | Vienna Capitals          | EC KAC         | -              |
| Nationalliga A            | HC Davos                 | ZSC Lions      | HC Lausanne    |

## Europa
| Land/Meisterschaft     | Liganame                             | Meister                          | Finalgegner                    |  |
| Belarus                | Extraliga                            | HK Junost Minsk                  | HK Keramin Minsk               |  |
| Belgien                | Eredivisie                           | IHC Leuven                       | White Caps Turnhout            |  |
| Bosnien-Herzegowina    |                                      | HK Sisak                         | HK Bosna                       |  |
| Bulgarien              | Bulgarische Eishockeyliga            | HK Slawia Sofia*                 | HK Lewski Sofia                |  |
| Dänemark               | Superligaen                          | Herning Blue Fox                 | AaB Ishockey                   |  |
| Estland                | Meistriliiga                         | HK Stars                         | HC Panter Tallinn *            |  |
| Finnland               | SM-liiga                             | Kärpät Oulu*                     | Jokerit Helsinki               |  |
| Frankreich             | Ligue Magnus                         | HC Mulhouse                      | Diables Noirs de Tours         |  |
| Großbritannien         | Elite Ice Hockey League              | Coventry Blaze                   | Nottingham Panthers            |  |
| Island                 |                                      | Skautafelag Akureyrar            |                                |  |
| Italien                | Serie A1                             | HC Milano Vipers*                | SG Cortina                     |  |
| Kasachstan             | Kasachische Eishockeymeisterschaft   | Kaszink-Torpedo Ust-Kamenogorsk* | Kazakhmys Karaganda            |  |
| Kroatien               | Kroatische Meisterschaft (Eishockey) | KHL Medveščak Zagreb*            | KHL Mladost Zagreb             |  |
| Lettland               | Lettische Eishockeyliga              | HK Riga 2000                     | ASK/Ogre                       |  |
| Litauen                |                                      | Energija Elektrenai              |                                |  |
| Niederlande            | Eredivisie                           | Amsterdam Bulldogs               | Vadeko Flyers Heerenveen       |  |
| Norwegen               | Eliteserien                          | Vålergenga IF                    | HC Trondheim                   |  |
| Polen                  | Ekstraklasa                          | Podhale Nowy Targ                | Dwory S.S.A. Unia Oświęcim     |  |
| Rumänien               | 1. Liga                              | Steaua Bukarest                  | SC Miercurea Ciuc*             |  |
| Russland               | Superliga                            | HK Dynamo Moskau                 | HK Lada Toljatti               |  |
| Schweden               | Elitserien                           | Frölunda HC                      | Färjestad BK                   |  |
| Serbien und Montenegro | Serbische Eishockeyliga              | KHK Roter Stern Belgrad          |                                |  |
| Slowakei               | Extraliga                            | HC Slovan Bratislava             | HKm Zvolen                     |  |
| Slowenien              | Slowenische Eishockeyliga            | HK Acroni Jesenice               | HDD Olimpija Ljubljana*        |  |
| Spanien                | Superliga                            | CG Puigcerdà                     | CH Jaca*                       |  |
| Tschechien             | Extraliga                            | HC Pardubice                     | HC Hamé Zlín*                  |  |
| Ukraine                | Wyschtscha Liha                      | HK Sokol Kiew                    | Wolki Dnipropetrowsk           |  |
| Ungarn                 | Borsodi Jégkorong Liga               | Alba Volán Fevita                | Dunaújvárosi Acélbikák         |  |
| Südosteuropa           | Interliga                            | Alba Volán Fevita (Ungarn)       | HK Acroni Jesenice (Slowenien) |  |

## Außereuropäische Ligen
| Land/Meisterschaft | Liganame                       | Meister                       | Finalgegner                |  |
| Armenien           |                                | Dinamo Jerewan                |                            |  |
| Asien              | ALIH                           | Kokudo Ice Hockey Team (JP)   | Nippon Paper Cranes (JP)   |  |
| Australien         | AIHL1                          | Newcastle North Stars         | Adelaide Avalanche         |  |
| China              |                                | Harbin                        |                            |  |
| Hongkong           |                                | Budweiser                     |                            |  |
| Israel             |                                | Hapoel Ganei-Aviv             |                            |  |
| Japan              |                                | Kokudo Ice Hockey Team        |                            |  |
| Kanada             | Memorial Cup                   | London Knights                |                            |  |
| Kanada             | Allan Cup                      | Thunder Bay Bombers           | Montmagny Sentinelles      |  |
| Mexiko             |                                | Jurasscs San Jeronimo         |                            |  |
| Mongolei           |                                | Baganuur                      |                            |  |
| Neuseeland         | New Zealand Ice Hockey League1 | Southern Stampede             | West Auckland Admirals     |  |
| Nordamerika        | NHL                            | Meisterschaft abgesagt        | Meisterschaft abgesagt     |  |
| Nordamerika        | AHL                            | Philadelphia Phantoms         | Chicago Wolves             |  |
| Nordkorea          |                                | Pjöngjang                     |                            |  |
| Singapur           |                                | Linear Technology Lions       |                            |  |
| Südafrika          | Interprovincial Tournament     | Saison 2005 nicht ausgetragen |                            |  |
| Südkorea           |                                | Yonsei University             |                            |  |
| Taiwan             |                                | Taipeh Raptors                | Taipeh Bears               |  |
| Türkei             | Superliga                      | Polis Akademisi ve Koleji     |                            |  |
| Vereinigte Staaten | NCAA                           | University of Denver Pioneers | University of North Dakota |  |

* bezeichnet den jeweiligen Titelverteidiger aus der Vorsaison.

1 Liga wurde vollständig im Kalenderjahr 2005 ausgetragen